# Flaga obwodu uljanowskiego
Flaga obwodu uljanowskiego zatwierdzona 26 lutego 2004 to prostokątny materiał koloru białego w proporcjach (szerokość do długości) - 2:3. W dolnej części flagi na całej jej długości znajduje się podwójny błękitny (niebieski, lazurowy) pofałdowany pas, a pod nim oddzielony cienką, białą linią pas czerwony. W centrum największego (zajmującym 2/3 szerokości materiału) białego obszaru znajduje się herb obwodu uljanowskiego. 